# San Rafael Comac
San Rafael Comac är en ort i Mexiko.   Den ligger i kommunen San Andrés Cholula och delstaten Puebla, i den sydöstra delen av landet, 100 km sydost om huvudstaden Mexico City. San Rafael Comac ligger 2 143 meter över havet och antalet invånare är 244.
Terrängen runt San Rafael Comac är platt åt nordost, men åt sydväst är den kuperad. Runt San Rafael Comac är det tätbefolkat, med 683 invånare per kvadratkilometer. Närmaste större samhälle är Puebla de Zaragoza, 10,6 km öster om San Rafael Comac. Trakten runt San Rafael Comac består till största delen av jordbruksmark.